# Tři sestry Sung

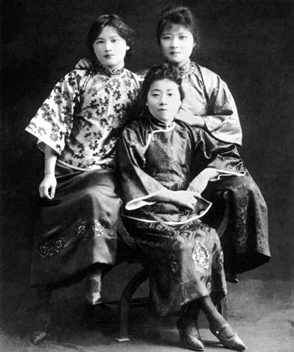
Tři sestry Sung

Sestry Sung (čínsky pchin-jinem Sòngjiā jiěmèi, znaky 宋家姐妹) byly tři sestry, které sehrály významnou roli v čínské historii 20. století. Všechny byly manželkami předních politických osobností. Podle rozšířeného úsloví, „jedna milovala peníze, jedna milovala moc a jedna milovala zemi“ (čínsky pchin-jinem yí ge aì qián, yí ge aì quán, yí ge aì guó, znaky tradiční 一個愛錢、一個愛權、一個愛國).
1. Sung Aj-ling (1890–1973); „milovala peníze“; manželka Kchung Siang-siho, významného byznysmena, dlouholetého guvernéra Čínské národní banky, ministra a předsedy vlády Čínské republiky.
2. Sung Čching-ling (1893–1981); „milovala zemi“; manželka Sunjatsena, zakladatele a předsedy Kuomintangu a prvního prezidenta Čínské republiky; od 40. let zastávala významné funkce (viceprezidentka, místopředsedkyně a úřadující předsedkyně parlamentu) v Čínské lidové republice (ČLR), nedlouho před smrtí byla zvolena čestnou prezidentkou ČLR.
3. Sung Mej-ling (1897–2003); „milovala moc“; manželka Čankajška, předsedy Kuomintangu a prezidenta Čínské republiky.

Jejich bratr Sung C’-wen byl jedním z nejvýznamnějších byznysmenů své doby. Historie rodiny Sungů se stala námětem filmu (1997, Sestry Sung, 宋家皇朝). Originální čínský název filmu hovoří dokonce o „dynastii“ Sungů.